# Gävle Staffans distrikt
Gävle Staffans distrikt är ett distrikt i Gävle kommun och Gävleborgs län. Distriktet omfattar de sydöstra delarna av tätorten Gävle (Brynäs, Hemsta, Hemlingby, Järvsta och delar av Söder och Södertull) samt ett område längre österut och söderut, inklusive tätorten Furuvik och en del av tätorten Skutskär (Ytterharnäs).

## Tidigare administrativ tillhörighet
Distriktet inrättades 2016 och utgörs av en det område som före 1971 utgjorde Gävle stad i dess omfattning före 1969 med delar som före 1965 låg i Valbo socken.
Området motsvarar den omfattning Gävle Staffans församling hade vid årsskiftet 1999/2000 och som den fick 1995 efter utbrytning av Bomhus församling.

## Tätorter och småorter
I Gävle Staffans distrikt finns tre tätorter och fyra småorter.

### Tätorter
- Furuvik
- Gävle (del av)
- Skutskär (del av)

### Småorter
- Grinduga
- Mårtsbo
- Sikvik (del av)
- Sjötorp